# Csujafalva
Csujafalva (románul Ciulești) falu Romániában, a Partiumban, Bihar megyében.

## Fekvése
Az Érmelléki-hegyek kiágazásainál, a Gyepes-patak mellett, Élesdtől északnyugatra, Szalárdtól keletre, Hőke és Görbesd közt fekvő település.

## Története
A falut 1808-ban említette először oklevél Csulafalva ~ Csulyafalva, Csulyest neveken.
1888-ban és 1913-ban is Csujafalva néven írták.
A 19. század elején a Fényes család és a Balku örökösök voltak a falu birtokosai, a 20. század elején pedig Szilágyi Jenőnek volt itt nagyobb birtoka.
1910-ben 370 lakosából 42 fő magyar, 5 szlovák, 316 román volt. Ebből 305 fő görögkatolikus, 29 református, 18 görögkeleti ortodox volt.
A trianoni békeszerződés előtt Bihar vármegye Szalárdi járásához tartozott.
A 2002-es népszámláláskor 210 lakójából 209 fő (99,5%) román, 1 fő (0,5%) magyar nemzetiségű volt.

## Nevezetességek
- Görögkatolikus temploma 1763-ban épült.